# مايك روجرز (لاعب هوكي الجليد)
مايك روجرز هو لاعب هوكي الجليد كندي، ولد في 24 أكتوبر 1954 في كالغاري في كندا.

## وصلات خارجية
- مايك روجرز على موقع دوري الهوكي الوطني (الإنجليزية)
- مايك روجرز على موقع EliteProspects.com (الإنجليزية)
- مايك روجرز على موقع HockeyDB.com (الإنجليزية)
- مايك روجرز على موقع Hockey-Reference.com (الإنجليزية)